# وحدة طول

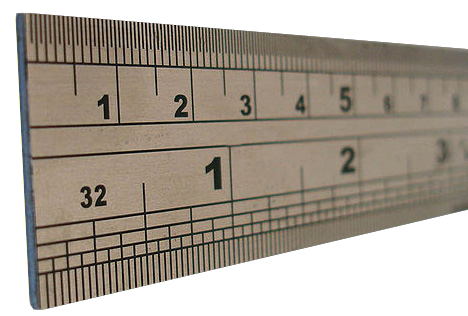
المسطرة، توضح وحدتين عرفيتين للطول؛ سنتيمتر وبوصة.

وحدة الطول مصطلح يستخدم كمرجع أو اتفاقية للتعبير عن البعد الخطي للطول أو المسافة الثابتة بين نقطتين منفصلتين. أكثر الوحدات شيوعا في الاستخدام في الوقت الحاضر هي وحدات القياس العرفية الأمريكية المستخدمة في الولايات المتحدة والنظام المتري في البلدان الأخرى. لا تزال الوحدات الإمبراطورية البريطانية تستخدم لبعض الأغراض في المملكة المتحدة وبعض الدول الأخرى. يقسم النظام المتري إلى نظام الوحدات الدولي وغير دولي.

## النظام المتري

### النظام الدولي للوحدات (SI)
الوحدة الأساسية في النظام الدولي للوحدات (SI) هي المتر، ويعرف بأنه «طول المسار الذي يقطعه الضوء في الفراغ خلال فترة زمنية 1/299,792,458 من الثانية.» وتساوي تقريبا 1.0936 ياردة. وتستمد الوحدات الأخرى من المتر عن طريق إضافة البادئات في الجدول أدناه:
| مضاعف | لبادئة      |     | ديكا | هكتو | كيلو  | ميغا   | جيجا | تيرا  | بيتا  | إكسا  | زيتا  | يوتا  |
| ----- | ----------- | --- | ---- | ---- | ----- | ------ | ---- | ----- | ----- | ----- | ----- | ----- |
| مضاعف | رمز البادئة |     | da   | h    | k     | M      | G    | T     | P     | E     | Z     | Y     |
| مضاعف | العامل      | 100 | 101  | 102  | 103   | 106    | 109  | 1012  | 1015  | 1018  | 1021  | 1024  |
|       |             |     |      |      |       |        |      |       |       |       |       |       |
| كسري  | البادئة     |     | ديسي | سنتي | ميللي | مايكرو | نانو | بيكو  | فيمتو | أتو   | زيبتو | يوكتو |
| كسري  | رمز البادئة |     | d    | c    | m     | μ      | n    | p     | f     | a     | z     | y     |
| كسري  | العامل      | 100 | 10−1 | 10−2 | 10−3  | 10−6   | 10−9 | 10−12 | 10−15 | 10−18 | 10−21 | 10−24 |

على سبيل المثال، كيلومتر تساوي 1000 متر.